# Kenny Dorham
McKinley Howard Dorham, detto Kenny (Fairfield, 30 agosto 1924 – New York, 5 dicembre 1972), è stato un trombettista, cantante e compositore statunitense.

## Biografia
Dorham fu uno dei più attivi tra i trombettisti bebop: fece parte delle orchestre di Billy Eckstine, Dizzy Gillespie, Lionel Hampton e Mercer Ellington e del quintetto di Charlie Parker, e fu in seguito uno dei membri dei Jazz Messengers, nati in origine come una cooperativa. Fu come sideman con Thelonious Monk e Sonny Rollins, e rimpiazzò Clifford Brown nel quintetto di Max Roach dopo la morte di Brown nel 1956. Fu anche un leader, dirigendo fra gli altri la formazione Jazz Prophets (che fondò dopo che Art Blakey assunse la titolarità del nome Jazz Messengers). I Jazz Prophets figurano sull'album live del 1956 'Round About Midnight at the Cafe Bohemia, della Blue Note.
Nel 1963 Dorham arruolò il ventiseienne sassofonista Joe Henderson per la registrazione di Una Mas (nel gruppo figura anche un giovanissimo Tony Williams). L'amicizia che nacque ha lasciato traccia in numerosi album, tra i quali Our Thing e In 'n Out di Henderson. Nel corso degli anni sessanta Dorham registrò spesso per la Blue Note e la Prestige Records sia come leader, sia come sideman con Henderson, Jackie McLean, Cedar Walton, Andrew Hill, Milt Jackson e molti altri.
Costantemente elogiato – ancora oggi – per il suo enorme talento dalla critica e dagli altri musicisti, tuttavia Dorham non ricevette mai la stessa attenzione tributata ad alcuni colleghi, in un clamoroso caso di sottovalutazione.
Gli ultimi anni della sua vita furono segnati da una malattia renale che fu la causa della sua morte.
Kenny Dorham è il compositore di uno degli standard più famosi e frequentati, Blue Bossa, che comparve per la prima volta sull'album di Joe Henderson Page One.

## Discografia
- 1953 - Kenny Dorham Quintet (Debut Records DLP-9)
- 1955 - Afro-Cuban (Blue Note Records BLP 1535)
- 1956 - Kenny Dorham and the Jazz Prophets, Vol.1 (ABC-Paramount Records ABC 122)
- 1956 - 'Round About Midnight at the Cafe Bohemia (Blue Note Records BLP 1524)
- 1957 - Jazz Contrasts (Riverside Records RLP 12-239)
- 1957 - 2 Horns/2 Rhythm (Riverside Records RLP 12-255) con Ernie Henry
- 1958 - This Is the Moment! Sings and Plays (Riverside Records RLP 12-275)
- 1959 - Blue Spring (Riverside Records RLP 12-297) con Cannonball Adderley
- 1959 - Quiet Kenny (New Jazz Records NJLP 8225)
- 1960 - The Kenny Dorham Memorial Album (Xanadu Records 125)
- 1960 - Jazz Contemporary (Time Records 52004)
- 1960 - Showboat (Time Records 52024) pubblicato nel 1961
- 1961 - Whistle Stop (Blue Note Records BLP 4063)
- 1961 - West 42nd Street (Black Lion Records BLCD 760119)
- 1961 - Hot Stuff from Brazil (West Wind Records WW 2015)
- 1961 - Osmosis (Black Lion Records BLCD 760146)
- 1961 - Inta Somethin' (Pacific Jazz Records PJ 41)
- 1962 - Matador (United Artists Records UAJ 14007)
- 1963 - The Flamboyan, Queens, NY, 1963 (Uptown Records UPCD 27.60)
- 1963 - Una Mas (Blue Note Records BLP 4127)
- 1963 - Scandia Skies (SteepleChase Records SCC 6011)
- 1963 - Short Story (SteepleChase Records SCC 6010)
- 1964 - Live: 1953,1956,1964 (Royal Jazz Records RJD 515)
- 1964 - Bebop Revisited, Vol. 5 (Xanadu Records 205) con Conte Candoli
- 1964 - Trompeta Toccata (Blue Note Records)
- 1966 - Last but Not Least 1966, Vol. 2 (Raretone Records FC 5022)[1]